# Ehemalige Hauptverwaltung Deutsche Bahn AG (Frankfurt am Main)
Das Bürogebäude Ehemalige Hauptverwaltung Deutsche Bahn AG in Frankfurt-Gallus ist ein zwischen 1991 und 1993 errichtetes Hochhaus.
Es ist als Kulturdenkmal aus geschichtlichen, künstlerischen und städtebaulichen Gründen nach dem Hessischen Denkmalschutzgesetz eingestuft.

## Beschreibung
Das 67 m hohe Gebäude wurde vom Architekten Stephan Böhm entworfen und von der Philipp Holzmann AG als Generalunternehmer gebaut. Es besteht aus einem 17-geschossigen Kern in der Mitte und herumgruppierten fünfgeschossigen Gebäudeflügeln. Auf einer Grundfläche von 21.037 Quadratmetern bietet es eine Mietfläche von 45.608 Quadratmetern.

## Geschichte
Zum 1. Oktober 1953 verlegte die Deutsche Bundesbahn ihren Sitz von Vorstand und Hauptverwaltung von Offenbach nach Frankfurt in ein 44 Meter hohes Hochhaus am Platz der Republik, später Friedrich-Ebert-Anlage 43–45, welches zur ehemaligen Bundesbahndirektion Frankfurt unmittelbar benachbart war. Aufgrund der Räumung der Bahnflächen rund um den Frankfurter Hauptgüterbahnhof zur Errichtung des Europaviertels musste die Hauptverwaltung der Deutschen Bundesbahn von ihrem dortigen Sitz umziehen. Aus diesem Grund wurde 1991 die neue Hauptverwaltung etwa einen Kilometer westlich vom alten Standort errichtet. Zuvor hatte sich dort fast 100 Jahre lang ein Ausbesserungswerk befunden. Am 3. September 1992 feierte der Bau Richtfest und wurde im Oktober 1993 fertiggestellt.
Dieser war als erster Bauabschnitt geplant. Als Erweiterung war ein weitgehend identisches Schwestergebäude geplant, das weiteren Geschäftseinheiten (z. B. Bundesbahndirektion) Raum bieten sollte (mitsamt einem zweiten Turm und umliegenden Gebäudeflügeln). Eine Realisierung weiterer Bauabschnitte wurde aufgrund der Vereinigung der beiden deutschen Staatsbahnen zur Deutschen Bahn AG und eines damit geplanten Umzugs nach Berlin fallen gelassen. Nach einer Sperrzeit wurde das hierfür reservierte Gelände zu anderweitiger Bebauung freigegeben. Ein Modell in der Nähe der Kantine zeigte während der Nutzung durch die Bahn das geplante Schwestergebäude. Eine inkonsistente Benennung der umliegenden Gebäudeflügel und derer Verbindungsbauten war die Folge (Gebäudeflügel von A–C und dann I–K, Verbindungsbauten benannt nach den jeweils berührenden Gebäudeflügeln).
Nachdem zunächst am 25. Oktober 1993 die Deutsche Bundesbahn das Gebäude bezog, diente es vom 1. Januar 1994 bis 2000 als Konzernzentrale der Deutschen Bahn, bis diese in den Bahntower nach Berlin umzog. Seitdem wurde sie vom Vorstandsbereich Personenverkehr und den Tochtergesellschaften DB Fernverkehr, DB Regio und DB Vertrieb als Zentrale genutzt. Insgesamt beherbergte dieses Gebäude 1900 Arbeitsplätze.
Sowohl die alte Zentrale als auch das benachbarte, 72 Meter hohe Gebäude der Zentralstelle für Datenverarbeitung und Betriebswirtschaft wurden am 24. April 1994 gesprengt, mit 850 Sprengladungen innerhalb von fünf Minuten. Es soll die bis dato größte Detonation im Stadtgebiet seit dem Zweiten Weltkrieg gewesen sein. An dieser Stelle entstanden die beiden Hochhäuser Kastor und Pollux.

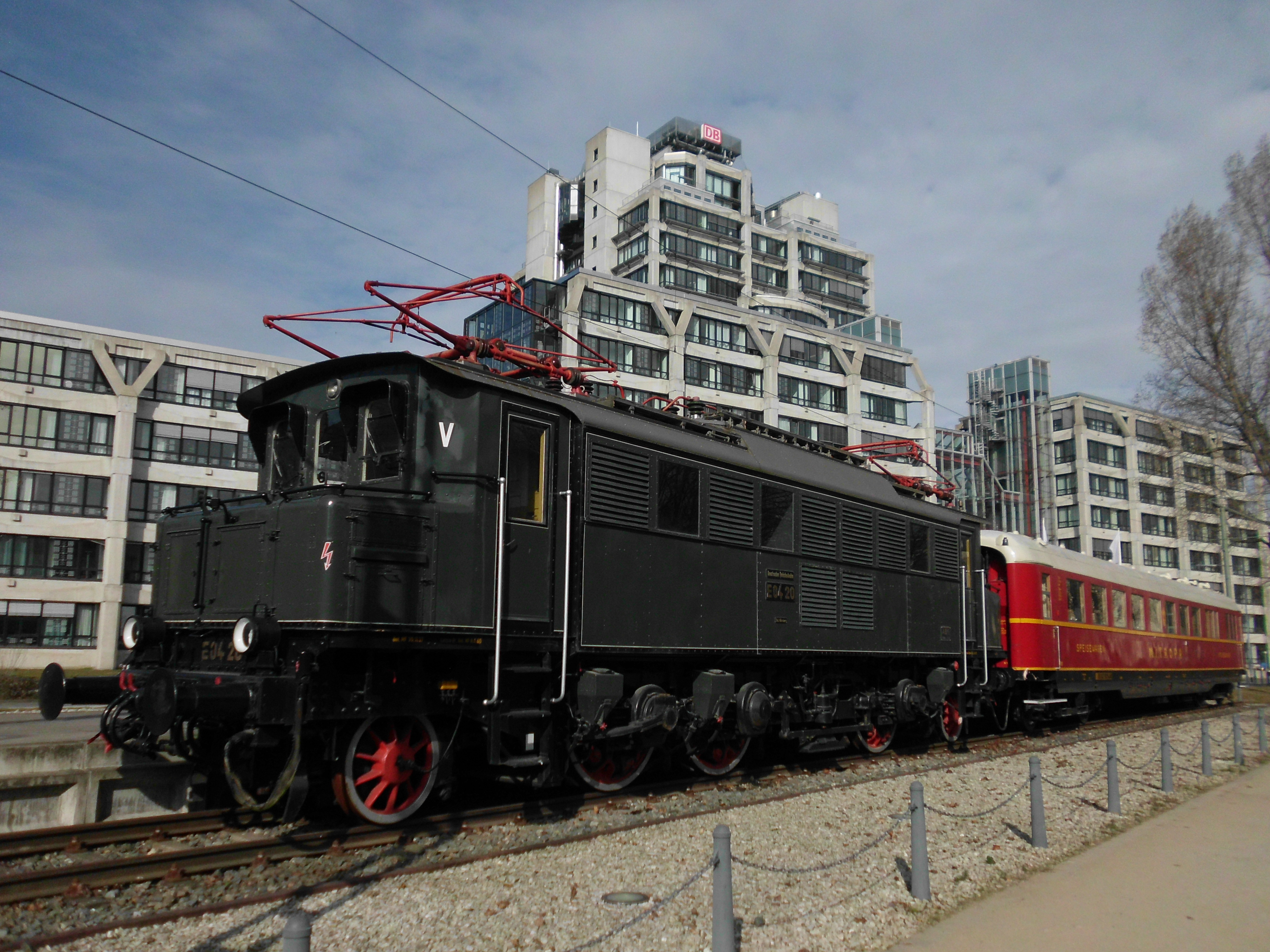
Elektrolokomotive E 04 20 samt Mitropa-Speisewagen als Denkmal vor dem Gebäude.

Im Juli 2010 erwarb das Hamburger Emissionshaus Hesse Newman das Gebäude für 73 Millionen Euro. Die 45.608 Quadratmeter Mietfläche wurden bis 2020 an die Deutsche Bahn vermietet. Nach dem Ende des Mietvertrages ist die DB in einen nahegelegenen, durch Aurelis realisierten, Neubau an der Europa-Allee umgezogen. Der Neubau wurde von der DB für 20 Jahre angemietet.
Das Gebäude soll nun saniert werden. Es wird durch den Besitzer unter dem Namen RAW dezidiert als brutalistisches Gebäude vermarktet.

## Sonstiges

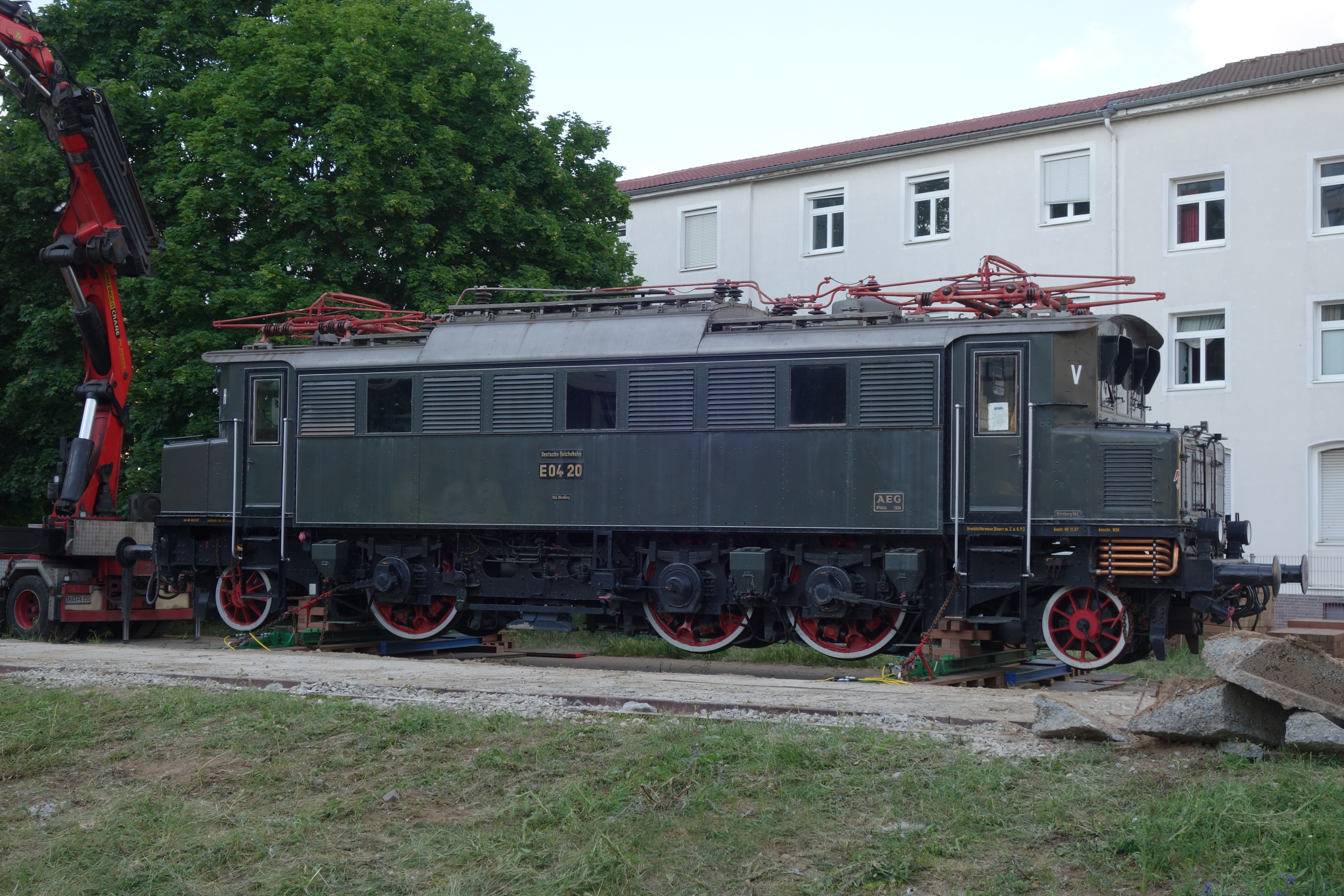
E 04 20 beim Abtransport im Mai 2020

Vor dem Eingang der Hauptverwaltung Deutsche Bahn AG stand von November 2002 bis Mai 2020 die Deutsche Reichsbahn-Lok E 04 20 mit einem Mitropa-Speisewagen als Denkmallok. Sie war von 1934 bis 1977 eingesetzt worden.
Im örtlichen Sprachgebrauch wird das Gebäude auch als Alcatraz bezeichnet in Anlehnung an die ehemalige Gefängnisinsel.